# آنری میالاره
آنری میالاره (فرانسوی: Henri Mialaret‎؛ ۲ اوت ۱۸۵۵ – ۲۵ فوریهٔ ۱۹۱۹) قایقران قایق بادبانی اهل فرانسه بود.